# Список малых базилик Уругвая
Список малых базилик Уругвая представляет собой список католических церквей Уругвая, которым присвоен титул малой базилики. Этот почётный титул присваивается римским папой в ознаменование древности церкви, её исторической важности или значимости как паломнического центра.
По состоянию на 2021 год в Уругвае шесть базилик, четыре из которых являются соборами. Базилика Святого Причастия в Колония-дель-Сакраменто в составе объекта «Исторический центр Колония-дель-Сакраменто» входит в список объектов Всемирного наследия ЮНЕСКО.
| № | Город                   | Название по-русски                                                                    | Название по-испански                                                                | Год основания | Дата присвоения титула | Фото | Координаты                      |
| - | ----------------------- | ------------------------------------------------------------------------------------- | ----------------------------------------------------------------------------------- | ------------- | ---------------------- | ---- | ------------------------------- |
| 1 | Монтевидео              | Кафедральный собор Непорочного Зачатия Пресвятой Девы Марии и Святых Филиппа и Иакова | Catedral Basílica Metropolitana de la Inmaculada Concepción y San Felipe y Santiago | 1804          | 1870                   |      | 34°54′25″ ю. ш. 56°12′14″ з. д. |
| 2 | Пайсанду                | Базилика Богоматери дель Росарио и Святого Бенито Палермского                         | Basílica Nuestra Señora del Rosario y San Benito de Palermo                         | 1805          | 11 ноября 1949         |      | 32°19′01″ ю. ш. 58°04′48″ з. д. |
| 3 | Сан-Хосе-де-Майо        | Собор Святого Иосифа                                                                  | Catedral Basílica de San José de Mayo                                               | 1874          | 24 апреля 1957         |      | 34°20′28″ ю. ш. 56°42′50″ з. д. |
| 4 | Флорида                 | Собор Пресвятой Девы Марии Луханской                                                  | Catedral Basílica de Nuestra Señora del Lujan                                       | 1887          | 1 апреля 1963          |      | 34°06′00″ ю. ш. 56°12′50″ з. д. |
| 5 | Колония-дель-Сакраменто | Базилика Святого Причастия                                                            | Basílica del Santísimo Sacramento                                                   | 1680          | 11 марта 1997          |      | 34°28′04″ ю. ш. 57°51′12″ з. д. |
| 6 | Сальто                  | Собор Иоанна Крестителя                                                               | Catedral San Juan Bautista                                                          | 1889          | 8 апреля 1997          |      | 31°23′20″ ю. ш. 57°57′32″ з. д. |